# Jobst de Limbourg
Jobst de Limbourg (19 avril 1560, Borculo, Gueldre - 7 août 1621) est comte de Limbourg et de Bronckhorst, Seigneur de Styrum, Wisch et Borculo (1616).

## Biographie
Il est le fils de Georges-Hermann de Limbourg (en), comte de Limbourg et de Bronckhorst.
Il se marie en 1591 à la comtesse Marie de Schauenburg et de Holstein-Pinneberg, et ils ont les enfants suivants:
- Herman Othon de Limbourg-Styrum, comte de Limbourg et de Bronckhorst, Seigneur de Styrum et Gemen (né en 1592, mort le 17 octobre 1644);
- Guillaume-Frédéric de Limbourg (mort en 1636);
- Jean-Adolphe de Limbourg (mort en 1624). Il épouse Walpurga Anna von Daun, comtesse von Falkenstein (d.1618);
- Georges-Ernest de Limbourg-Stirum, comte de Limburg Stirum, comte de Bronckhorst, Seigneur de Wisch, Lichtenvoorde et Wildenborch (mort en 1666);
- Bernard-Albert de Limbourg-Bronckhorst (mort en 1669);
- Anne Sophie de Limbourg. Elle épouse (1) le baron Johann von Morien et (2e) Johann Melchior von Dombroeck;
- Agnès Élisabeth de Limbourg, abbesse d’Elten (morte en 1641).